# دانشکده علوم پزشکی چابهار
دانشکده علوم پزشکی چابهار یکی از مراکز آموزش عالی وزارت بهداشت درمان و آموزش پزشکی در شهر چابهار است.
در ۸ اسفند ۱۴۰۰ و جلسه ۲۵۸ شورای گسترش دانشگاه علوم پزشکی با با ارتقا دانشکده پرستاری چابهار و تأسیس دانشکده علوم پزشکی و خدمات بهداشتی در چابهار موافقت کرد و در تاریخ ۱۵ مهر ۱۴۰۲ رسماً شروع به کار کرد و مدیریت سلامت ۶ شهرستان را بر عهده دارد.
یاست دانشکده علوم پزشکی چابهار هم اکنون بر عهده دکتر عباس بلوچی که از فرهیختگان و دانشمندان نامی ایران و سیستان و بلوچستان می باشد 

## شهرستان‌های تحت پوشش
این دانشکده مدیریت بهداشت و درمان ۶ شهرستان با جمعیت ۶۵۰٬۰۴۱۳ هزار نفر را بر عهده دارد:
- چابهار
- نیک‌شهر
- قصرقند
- کنارک
- دشتیاری
- زرآباد[۷]

## بیمارستان‌ها
- بیمارستان امام علی (چابهار)
- بیمارستان محمد رسول‌الله (نیک‌شهر)
- بیمارستان امام حسین (کنارک)
- بیمارستان نبوت (کنارک) متعلق به ارتش

همچنین شهرستان‌های دشتیاری، قصرقند و زرآباد بیمارستان ندارند.

## سلامت در سیستان و بلوچستان
استان سیستان و بلوچستان یک تقسیم کار حوزه بهداشت و درمان بین ۴ دانشگاه و دانشکده علوم پزشکی در شهرهای زاهدان، ایرانشهر، زابل و چابهار انجام داده است که جهت خدمات دهی بیشتر مسئولیت بهداشت و درمان هرکدام تعدادی از ۲۶ شهرستان استان را برعهده دارند. تا قبل از افتتاح دانشکده علوم پزشکی چابهار تقسیم کار بخش سلامت به عهده ۳ دانشگاه پزشکی قبلی بود.
- دانشگاه علوم پزشکی زاهدان مدیریت ۷ شهرستان حوزه مرکز سیستان و بلوچستان شامل شهرهای زاهدان، سراوان، خاش، میرجاوه، سیب و سوران، تفتان و گلشن، جمعیتی معادل ۹۹۳٬۵۲۱ را برعهده دارد.[۹]
- دانشگاه علوم پزشکی ایرانشهر مدیریت ۸ شهرستان جنوب سیستان و بلوچستان شامل شهرهای ایرانشهر، راسک، سرباز، دلگان، فنوج، مهرستان، بمپور و لاشار جمعیتی معادل ۷۴۴٬۲۷۶ را بر عهده دارد.[۱۰]
- دانشگاه علوم پزشکی زابل مدیریت ۵ شهرستان شمال استان یعنی منطقه سیستان که شامل زابل، زهک، هامون، هیرمند و نیمروز، جمعیتی معادل ۴۸۲٬۷۲۵ نفر را بر عهده دارد.[۱۱]
- دانشکده علوم پزشکی چابهار مدیریت ۶ شهرستان حوزه مکران شامل شهرهای چابهار، کنارک، نیک‌شهر، دشتیاری، قصرقند و زرآباد، جمعیتی معادل ۵۵۰٬۴۱۳ نفر را بر عهده دارد.